# John W. Taylor
John W. Taylor (26 mars 1784 — 18 septembre 1854) était un homme politique américain de l'État de New York. 
Il fut Président de la Chambre des représentants des États-Unis.